# 김시명
김시명(金時明, 일본식 이름: 金子時明가네코 지메이, 1907년 2월 10일 ~ ?)은 일제강점기의 관료로, 본적은 평안남도 평양이다.

## 생애
1925년 3월 평양고등보통학교 4년을 수료하고 일본에 유학하여 1926년 3월 사가고등학교를 졸업했다. 1929년 4월 교토제국대학 법학부에 들어가 1932년 3월 졸업했다. 1932년 5월부터 1934년 1월까지 조선총독부 철도국 서무과 서기로 있으면서 1933년 10월 일본 고등문관시험 행정과에, 11월 사법과에 합격했다. 이후, 강원도 홍천군수(1935년 6월 29일 임명)와 평창군수(1937년 7월 28일 임명), 강릉군수(1940년 4월 30일 임명)를 지냈다. 1940년 6월 4일 조선총독부 및 소속관서직원 조선어시험임시시험위원과 조선지방대우직원조선어시험임시위원으로 임명되었다. 9월 2일 전라북도 이사관과 전라북도 산업부 농촌진흥과장 겸 전라북도 중견여자수련소장으로 임명되었고 12월 2일 전라북도 산업부 농정과장과 지사관방국민총력과(知事官房國民總力課)를 겸직했다.
1941년 11월 19일 전라북도 중견여자수련소장과 내무부 국민총력에서 겸무했고 같은 해 12월 27일에는 고등관 4등에 올랐다. 1942년 1월 28일 산업부 산업과장으로 임명되었고 12월 24일 평안남도 이사관으로 임명되었다. 1944년 8월 17일 황해도 참여관에 발탁되면서 농상부장과 고등관 3등에 올랐고 조선식량영단(朝鮮食糧營團) 황해도 지부 감리관(1944년 8월 17일 ~ 1945년 4월 18일)을 지냈다.
1945년 4월 17일 전주전매국에서 근무했으며 같은 해 5월 11일 전주전매국장을 지냈다. 해방후 1947년 1월 서울에서 변호사를 개입했다
친일파 708인 명단의 조선총독부 국장, 조선총독부 사무관, 도 참여관 부문, 민족문제연구소의 친일인명사전 수록자 명단의 관료 부문, 친일반민족행위진상규명위원회가 발표한 친일반민족행위 705인 명단에 포함되었다.

## 참고자료
- 친일반민족행위진상규명위원회 (2009). 〈김시명〉. 《친일반민족행위진상규명 보고서 Ⅳ-3》. 서울. 169~177쪽.